# Montgarrie Mill
Die Montgarrie Mill ist eine Wassermühle in der schottischen Ortschaft Montgarrie in der Council Area Aberdeenshire. 1971 wurde das Bauwerk in die schottischen Denkmallisten zunächst in der Kategorie B aufgenommen. Die Hochstufung in die höchste Denkmalkategorie A erfolgte 1996.

## Geschichte
Die Aberdeen & Alford Milling Company ließ die Mühle im Jahre 1882 errichten. Wenige Jahre später wurde sie an einen Herrn Purdie veräußert. Nachdem sich Purdies Geschäftspartner mit dessen Frau und Vermögen nach Australien abgesetzt hatte, verkaufte Purdie die Mühle 1894 an Angus Macdonald. Macdonald und seine Nachfahren betrieben die Mühle über ein Jahrhundert lang, bis sie sie 1998 schlossen. Mit 25 Beschäftigten und einem Ausstoß von 1000 Tonnen Haferflocken erreichte die Montgarrie Mill zu Zeiten des Zweiten Weltkriegs ihren produktiven Höhepunkt. Zweimal im Laufe ihrer Geschichte brannten Teile der Mühle ab, zuletzt 1955. Im selben Jahrzehnt wurde auch der Mühlkanal mit Beton befestigt. Im Jahr der Schließung wurde die Mühle aufgekauft und produziert seitdem wieder Haferflocken.

## Beschreibung
Die Montgarrie Mill steht am Westrand von Montgarrie. Das Mauerwerk der teils viergeschossigen Gebäude, darunter der Darre, besteht aus Bruchstein. Der Mühlkanal wird oberhalb der Mühle aus dem Esset Burn abgezweigt. Er führt auf ein oberschlächtiges, zehnspeichiges Wasserrad mit eisernem Gerüst und eingelegten Holzspeichen. Das 1886 von James Abernethy & Co. aus Aberdeen gefertigte Wasserrad durchmisst 7,2 m bei einer Breite von 1,4 m und weist eine Rotationsfrequenz von etwa sechs Umdrehungen pro Minute auf. Das Rad treibt fünf Paare Mühlsteine an. Jenseits der Mühle entwässert der Mühlkanal nach kurzem, teils unterirdisch geführtem Lauf in den Don.